# 马沙亦黑
马沙亦黑（?—?），明朝天文学家，汉名吴谅。本是撒马尔罕国人。
他才识卓越，精通历法。明洪武十二年（1379年）时随出使西域的陈诚来到中国。他朝见明太祖，因问答得体，被任命为刻漏博士。命制浑天仪，改正中国历数。太祖设置回回博士馆招待他。洪武十五年（1382年）升任翰林编修，奉诏与翰林李翀、吴伯宗翻译《回回历法》，和翻译元朝在大都所藏的秘籍，参与编纂《华夷译语》。不久改任职内灵台太史院。永乐三年（1405年），至北京，授钦天监五官灵台郎，世袭秋官正职。被尊称为钦天监回回太师。著有《法象书器篇》和历算书籍十二种。